# アルフレド・ストロエスネル
アルフレド・ストロエスネル・マティアウダ（Alfredo Stroessner Matiauda、1912年11月3日 - 2006年8月16日）は、パラグアイの軍人、政治家。1954年から1989年まで通算8期35年間に渡りパラグアイ大統領を務め、独裁者として君臨した。
西側寄りの外交政策、また世界最大級の水力発電所（イタイプ・ダム）の建設を始めとした経済安定化により、ストロエスネル体制は1989年のクーデター（スペイン語版）まで盤石なものとなった。

## 概要
1954年にクーデターを起こして政権を掌握。強硬的な政策を次々と断行し、反共産主義・権威主義・民族主義・軍国主義の顔色が強い彼の政権は「エル・ストロニスモ(スペイン語版）」と呼ばれる。
20世紀の記録上、世界最長の独裁政権だけでなく、ラテンアメリカではフィデル・カストロに次いで3番目に長い長期の体制を築き上げた。クーデター後まもなく、その人権蹂躙と独裁政治に批判が相次いたが、弾圧を行った。
ユーゴスラビアを除くすべての東側諸国と関係を断ち切り、とりわけチリのアジェンデ政権とは亀裂が走ったものの、アウグスト・ピノチェトによる軍事独裁以後は良好な関係が保たれ、関係も改善した。また、アルバニア決議採択後も中華人民共和国と国交を結ぶ事はなく、現在でもパラグアイは中華民国を承認する世界最大の面積を誇る国家であり続けている（中華民国とパラグアイの関係を参照）。
経済政策としては、ブラジルの軍事政権と関係を強化し、イタイプ・ダムの建設によりパラグアイは1973～1982年まで年間8%という驚異的な経済成長率を誇った。しかし、借款による対外債務増大やイタイプ・ダムに頼り切った事実上のモノカルチャー経済、ストロエスネルの恩恵を受けた官僚らによる深刻な腐敗などが混ざり、1983年以降経済成長は鈍化した。これにより、改革の機運、つまり「脱ストロエスネル」が高まる一因となった。
1989年にクーデターが起こり、ストロエスネルはブラジルへ亡命。合併症により2006年8月16日に死去。享年93歳であった。

## 生涯

### 陸軍時代
1912年11月3日にパラグアイ南部のエンカルナシオンで、ドイツ系移民の父でビール醸造業者、パラグアイ人農婦の母の間に生まれた。母からグアラニー語を教わり完璧に話せるようになった。士官学校ではおとなしく真面目な生徒で17歳でパラグアイ陸軍に入る。1932年ボリビアとの間に闘われたチャコ戦争に従軍し特に軍功を立てず1931年中尉に任官する。1947年には中佐になって軍の反動派に属し、内戦では大統領側で戦った。1948年に准将となり、南米諸国で最年少の将官となった。
しかし同年に反乱軍の指揮を依頼され反乱は失敗に終わったため、ストロエスネルは車のトランクに隠れブラジル大使館に亡命。以後「トランク大佐」と呼ばれるようになった。帰国後の1951年に陸軍総司令官に就任。1954年5月陸軍中将のときに軍事クーデターを起こしストロエスネルは国防相となり実権を掌握した。クーデターの際には、抵抗した警察と銃撃戦が展開され50人が死亡した。

### 大統領時代
1954年7月、コロラド党の党首でもあるストロエスネルは、対立候補なしで大統領に選出された。パラグアイ共産党の非合法化に続き、すべての革新団体の禁止と新聞の自由の制限を実施して独裁体制を確立。予算の6割を軍事費に充てた。
1956年-1957年には左翼勢力による権力奪取の試みがあったが失敗し、反ストロエスネル派の人々は海外へ亡命した。以後1958年から1988年まで5年の任期ごとに計8選された。当時は冷戦下にあり、徹底的な反共主義者だったストロエスネルは非同盟のユーゴスラビアを除く共産圏とは国交を結ばず、アメリカを始めとする西側諸国の厚い庇護に恵まれたことや、隣国のアルゼンチンをはじめ中南米にはまだ軍事政権が多く、民主化を求める流れに至っていなかったことで長期政権の維持に成功した。
大統領在任中は反共親米政権だったが、自身がドイツ系ということもあり、ヨーゼフ・メンゲレやエドゥアルト・ロシュマンなど、第二次世界大戦時のドイツの戦犯容疑者の亡命潜伏を黙認した。また、宗教弾圧や汚職、インディオの虐殺などの人権侵害で国際的な批判を浴びた。
その一方で、アメリカやドイツ、日本からの借款を受けて国内の近代化を推し進め、各種のインフラストラクチャーを整備。世界最大級の水力発電所を建設し、電力を隣国に売却することで利益を得るなど、経済の安定化に寄与した。

### 退任
しかし、周辺諸国が民主化し冷戦が終わりつつあったためアメリカに見捨てられた。1989年に最側近のアンドレス・ロドリゲス将軍（後に大統領）のクーデターによって政権の座から追われ、自宅軟禁のあと国外亡命を許されブラジルに脱出した。当初はある程度の影響力があったが晩年は余り話題にならず、ひっそりと暮らし近所の人も滅多に姿を見ることはなかった。

### 死去
2006年8月16日に、亡命先のブラジルの首都のブラジリアの病院でヘルニアの手術を受けた後、肺炎などの合併症を起こし、家族に囲まれるなか皮膚癌と肺の合併症で亡くなった。93歳。パラグアイからの亡命から17年の歳月が経過していたことで、若い世代はストロエスネル時代を知らないため、市民は意外な程その死に関心を持っておらず、過去の人物の死去という受け止め方だった。新聞も余り大きくは取り上げず、「独裁者の死」という感じでようやく過去の忌まわしい荷物を下ろすことが出来たという論調であった。
遺族は遺体を本国に送還できるよう働きかけたが認められず、ブラジリアの市営墓地に埋葬された。

## 功罪
ストロエスネルは、軍隊とコロラド党の強い支持を受けていた。教師、医師、役人は党への参加を義務づけられ忠誠の見返りとして一万人の軍人に土地を与えた。あらゆる地域に密告者を潜入させ、人々を監視し告発した者を秘密警察に引き渡した。農村の耕作地の85％は300人の地主が支配し農民は貧しいままで周辺国と高速道路で結びパラグアイ河に橋を架け学校が建てられたが、主要都市以外は水道は夢のまた夢で国民の三分の二は貧困にあえいでいた。
安定した一時代を築き、現在でもこの時代の評価は分かれている。治安は良く経済は発展したと評価する人もいるが、一方では、言論弾圧を行い、反対派を力で押さえた独裁者であったという反論もある。特に政権末期では腐敗が横行し、いい加減な政治が行われて民心を失い、1989年のクーデターの素地を作ったと評されている。

## 日本との関係
- 1959年に日本・パラグアイ移住協定に調印してパラグアイは、日本人移住者を30年間に85,000人受け入れることを約束したが、実際にはそこまで多くの移民は集まらなかった。1959年に締結された日本・パラグアイ移住協定は、1989年に効力無期限延長改定され、85,000人の日本人移住者が受け入れ可能となっている。
- パラグアイの日系社会に対しては、非常に友好的であり、特に日本の明治維新及び戦後復興における発展に興味を持ち、1972年4月にはその発展を目の当たりにするために国賓として日本を訪問している[3]。その親日ぶりは、誕生日が明治天皇と同じことから自らを「明治天皇の生まれ変わり」と呼んだという逸話があるほどである[3]。
- パラグアリ県にある日本人移民の入植地であるラ・コルメナをかなりの頻度で訪問しており、主要なラ・コルメナ訪問暦だけでも、1955年11月5日に運動会に参加、1966年9月9日にパラグアイ日本人移住30周年式典に出席、1972年11月にアグスティーナ・ミランダ高等学校開校式に出席（以降1988年度まで毎年12月卒業式・生産物品評会に出席）、1976年1月21日に農業協同組合の新事務所竣工式に出席、1976年にパラグアイ日本人移住40周年式典に参加、1981年に農村電化点灯式に出席している[3]。1955年11月5日の最初のラ・コルメナ訪問時は記念に運動会が開催され、ストロエスネルも日系子弟と共に参加し、その友好的な態度を露にした[3]。また、ラ・コルメナ訪問の折には野球観戦を好んだという[3]。
- ストロエスネルから日系社会が受けた政治的便宜は一般公開されていないが、訪問歴から鑑みるに相当の配慮があったものと推測されている[3]。
- 1989年1月昭和天皇崩御の際に大統領令により中央官庁全てに喪に服するよう指示した[3]。
- 現在のラ・コルメナの代名詞の一つである「Capital de La Fruta フルーツの都」という愛称もストロエスネルによって命名された[3]。
- この政権下、日本との関係は緊密化し、日本は積極的に技術援助を行っており、外国援助の75%が日本からだった。